# Belušić
Belušić (cyr. Белушић) – wieś w Serbii, w okręgu pomorawskim, w gminie Rekovac. W 2011 roku liczyła 809 mieszkańców.